# Philiris kiriwina
Philiris kiriwina är en fjärilsart som beskrevs av Hans Fruhstorfer. Philiris kiriwina ingår i släktet Philiris och familjen juvelvingar. Inga underarter finns listade i Catalogue of Life.